# The Call of the Waves
The Call of the Waves est un film muet américain réalisé par Francis Ford et sorti en 1914.

## Fiche technique
- Réalisation : Francis Ford
- Scénario : Grace Cunard, d'après son histoire
- Durée : 20 minutes
- Date de sortie : États-Unis : 22 décembre 1914

## Distribution
- Francis Ford : Frank
- Grace Cunard : Grace
- John Ford